# داندرام
شهر داندرام (به انگلیسی: Dundrum) با جمعیت ۱۸٫۱۷۹ نفر  در شهرستان دوبلین در کشور جمهوری ایرلند واقع شده‌است.